# Manuel Antônio da Silva Serva
Manuel Antônio da Silva Serva (Cerva - Vila Real de Trás-os-Montes - Salvador, 3 de agosto de 1819) foi um livreiro, editor e tipógrafo português. Fundou e dirigiu a primeira tipografia da Bahia. Foi o fundador do periódico Idade d'Ouro do Brazil, conhecida, mesmo, por Gazeta da Bahia.
Nascido em Cerva - Portugal, mudou-se para o Brasil no final do século XVIII e radicou-se em Salvador, onde atuava como comerciante. Foi tesoureiro da irmandade da Devoção do Senhor Bom Jesus do Bomfim, quando provavelmente criou as "medidas" do Senhor do Bomfim, mais conhecidas como "fitinha do Bonfim", cujo uso foi introduzido em 1809.
Com a chegada da família real portuguesa ao Rio de Janeiro, em 1808, propôs à Coroa a criação de um diário na Bahia. Com apoio do Conde dos Arcos, D. Marcos de Noronha e Brito, em 1809 obteve permissão para ir à Inglaterra para adquirir um prelo. Em 5 de fevereiro de 1811, o Príncipe Regente assinou uma carta régia autorizando o funcionamento da tipografia, a segunda do Brasil. Segundo  Octavio Mangabeira, esta primeira editora particular do Brasil funcionaria, contudo, "sob a condição imprescindível de submeter quaisquer artigos, que houvesse de publicar, ao prévio exame de uma comissão civil ou eclesiástica" e "foi instalada por cima dos Arcos de Santa Bárbara, na Freguesia da Conceição da Praia". O jornal surgiu no mesmo ano, vindo a se tornar o terceiro jornal da história do país (depois do "Correio Braziliense" e da "Gazeta do Rio de Janeiro", jornal oficial da Coroa).
Em janeiro de 1812, apresentou aos leitores da cidade de Salvador a publicação intitulada As Variedades, considerada a primeira revista brasileira. A Tipografia de Silva Serva publicou a primeira gramática portuguesa no Brasil em 1811 e na sua primeira fase (1811-1819) exportou suas publicações para Portugal, utilizando uma rede de livreiros estabelecidos nas principais cidades do Reino, notadamente em Lisboa.
Segundo o bibliófilo Renato Berbert de Castro, pelo menos 176 títulos foram publicados pele editora de Silva Serva, ao longo de sua vida. Após sua morte, a editora foi administrada pela viúva Serva e seu genro, José Teixeira de Carvalho, e existiu até 1846, apesar de perder sua posição de monopólio em 1823.  De acordo com Mangabeira, inúmeros outros periódicos foram impressos na tipografia da família, que, entre 1811 e 1843 "esteve mais ou menos ligada à quase totalidade dos jornais que se publicaram na Bahia".